# Regiment

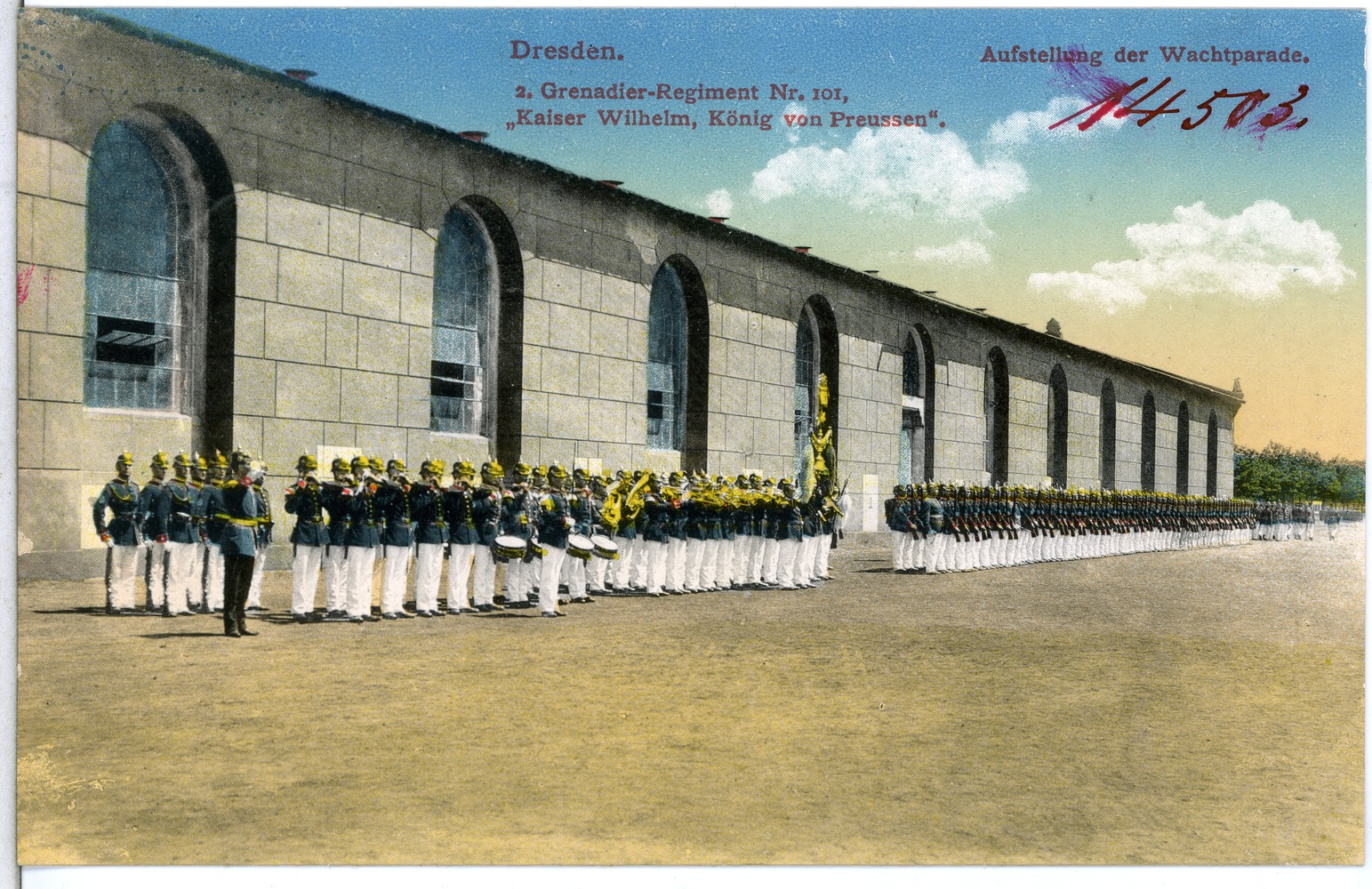
Sächsisches Regiment Aufstellung zur Parade 1912

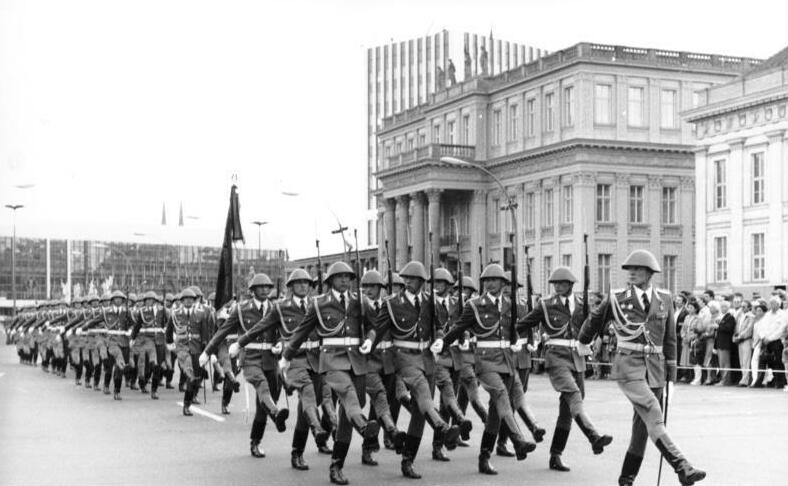
Wachregiment Friedrich Engels, Ost-Berlin (1985)

Taktisches Zeichen eines Infanterieregiments (IR)

Das Regiment (lateinisch regimen ‚Lenkung‘, ‚Herrschaft‘, ‚Regierung‘) ist eine militärische Formation mit einer Truppenstärke von etwa 1000 bis 3500 Soldaten. Die effektive Gliederung und Stärke der einzelnen Regimenter variieren abhängig von Waffengattung, Epoche und Land stark. In den meisten Fällen besteht ein Regiment aus mehreren Bataillonen oder aus vielen Kompanien. Ein Regiment ist seit napoleonischer Zeit in der Regel einer Brigade oder einer Division untergeordnet (wobei eine Division auch mehrere Brigaden führen kann), um eine Kommandoebene unterhalb des Korps zu schaffen.
In westlichen militärischen Organisationsformen des 21. Jahrhunderts hat sich die Art der klassischen Regimentsformation weitgehend überlebt. Selbst bei kleineren Truppenteilen wie Bataillonskampfgruppen werden die taktischen Konzepte des Gefechts der verbundenen Waffen als Voraussetzung für die Einsetzbarkeit gesehen.

## Allgemeines
Früher war ein Regiment ein selbstständiger, aus Bataillonen (Fußtruppen), Eskadrons (Kavallerie) bzw. Batterien (Artillerie) bestehender Verband. Von dieser weitgehenden Unabhängigkeit des (beherrschten) Kommandos leitet sich auch die Bezeichnung her.
In der NATO ist der Kommandeur meist ein Oberst. Das militärische Symbol auf der NATO-Signatur sind drei senkrechte Striche. Der übergeordnete Großverband eines Regiments kann die Brigade sein, in der Bundeswehr und den Streitkräften Russlands ist es meist die Division.
Kennzeichnend für Regimenter ist, dass sie überwiegend von einer Truppengattung gestellt werden. Die Größe und Zahl der Einheiten pro Regiment variiert abhängig von Epoche, Armee und Waffengattung stark. Regimenter bestanden oft aus zwei bis vier Bataillonen oder aus mehreren Kompanien, in der Kavallerie waren rund fünf Eskadrons (oder Schwadronen) üblich. Entsprechend groß waren die Bandbreiten der Sollstärken, die vom britischen Kavallerie-Regiment des 19. Jahrhunderts mit zehn Troops (Halbschwadronen) zu 40 Mann bis hin zum Vier-Bataillone-Infanterie-Regiment der späten Zarenzeit mit 4000 Mann reichte. Als grober Durchschnitt zu Sollstärken deutscher Einheiten kann man 800 Mann bei der Kavallerie bzw. 2500 Mann bei der Infanterieregimentern annehmen. Hinzu kamen der Stab und ggf. Ausbildungsformationen oder bis zum Ersten Weltkrieg auch oft eine eigene Militärkapelle. Manchmal hatten Infanterieregimenter auch eine eigene Feldartillerieabteilung wie z. B. bei Friedrich dem Großen oder einigen Korps der Armee Napoleons.
Die Infanterieregimenter hatten meist drei Bataillone, die Kavallerieregimenter vier bis sechs (im 18. und 19. Jahrhundert bis zu zehn) Eskadrons, die Fuß- und Festungsartillerieregimenter zwei Bataillone, die Feldartillerieregimenter zwei bis vier Abteilungen zu je zwei bis vier Batterien. Die einzelnen Bataillone des Regiments wurden von einem Major und seinem Stab geführt. Ein Infanterieregiment der preußischen Armee um ca. 1888 hatte eine Gesamtstärke, bei drei Bataillonen, von 2364 Offizieren, Unteroffizieren und Mannschaften. In dieser Art von Regimentsstruktur war der kommandierende Offizier zumeist ein Oberst mit einem Oberstleutnant als Stellvertreter. Der Stab des Regiments setzte sich des Weiteren aus dem Regimentsadjutanten, einem Oberstleutnant oder Major und mehreren Majoren, sog. „Majore beim Stabe“, zusammen. Die medizinische/veterinärmedizinische Versorgung der Regimentsangehörigen wurde vom Regimentsarzt, einem Oberstabsarzt, und den beigeordneten Stabs-, Ober- und Assistenzärzten durchgeführt. Im Auftrage und in Vertretung des Regimentskommandeurs war der Zahlmeister, in Preußen ein Militärbeamter, und die Unterzahlmeister, Soldaten, für die Versorgung des Regiments und die Besoldung der Soldaten zuständig. Die Musik bei Märschen und zu gesellschaftlichen Anlässen wurde von 37 Hoboisten und Hilfshoboisten unter der Leitung eines Stabshoboisten (ab 1908 Musikmeister) gespielt, diese bildeten im Kriegsfalle das Sanitäts- und Krankenträgerpersonal.

## Geschichte

### Von der frühen Neuzeit bis zum 19. Jahrhundert
Mit dem Niedergang der klassischen Feudalheere und der zunehmenden Kommerzialisierung der Kriegsführung entwickelte sich zum Ende des 16. Jahrhunderts das Regiment als eine neue Verbandsorganisation. Das Regiment war ursprünglich, wie die Kompanie, eine Verwaltungseinheit im Sinne einer Körperschaft und kein taktischer Truppenkörper. Eine Kompanie wurde damals als Gewalthaufen oder Gevierthaufen, ab der Mitte des 17. Jahrhunderts auch als Bataillon bezeichnet.
Die Inhaber eines Regiments waren Kriegsunternehmer, die wie später paramilitärische Truppen im Auftrag der kriegführenden Fürsten auf eigene Rechnung Söldner warben, bewaffneten, ausrüsteten und bezahlten, um sie unter ihrem Kommando dann dem Auftraggeber gegen Geld zur Verfügung zu stellen. Der Regimentschef stellte in der Regel auch die Versorgung seines Regiments auf eigene Rechnung sicher, der Preis für Verpflegung und die (ab der zweiten Hälfte des 17. Jahrhunderts übliche) Uniformierung wurde dann den Soldaten vom Sold abgezogen. Durch Großeinkauf oder eigene Herstellung dieser Güter konnte der Regimentschef erhebliche Preisvorteile erreichen und somit beträchtliche Gewinne erzielen. Prototyp eines solchen Unternehmers war Wallenstein, der böhmische Feldherr und kaiserliche Generalissimus im Dreißigjährigen Krieg, der für den Kaiser sogar ein Heer von 20.000 Mann nach diesem Muster organisierte und dann für den Einsatz als offizielle staatliche Verbände zur Verfügung stellte.
Mit dem Übergang zu den stehenden Heeren verfestigte sich diese Regimentswirtschaft, auch wenn der Regimentschef nunmehr primär ein Offizier seines Fürsten war. Auf Kompanieebene wirtschafteten die Hauptleute als Subunternehmer des Regimentschefs, den man bezeichnenderweise auch Regimentsinhaber nannte. Stieg ein Oberst in den Generalsrang auf, so behielt er in der Regel die Inhaberschaft seines Regiments, da die daraus erzielten Einkünfte nicht selten den Generalssold überstiegen. Das Regiment wurde dann von einem Oberstleutnant kommandiert. Die Inhaberstellen wurden zunehmend auch zivilen Angehörigen der Fürstenhäuser oder ausländischen Monarchen ehrenhalber übertragen, zumal manchmal mit dieser Stellung als Regimentsinhaber auch Einkünfte aus dem Regiment verbunden waren.
Bei Beginn des Ersten Weltkrieges wurden an den Standorten der Regimenter des stehenden Heeres zusätzliche Regimenter gebildet, welche als Reserve-Regimenter bezeichnet wurden. Zur Unterscheidung erhielten die Regimenter des stehenden Heeres die Ergänzung „Infanterie“ und wurden von da an als Infanterie-Regimenter geführt, während die mit Reservisten gebildeten zusätzlichen Verbände in allen Einheiten die Ergänzung Reserve führten. Hierbei wurde zur Unterscheidung der Truppenteile nunmehr auch die Bezeichnung Reserve-Infanterie-Regiment verwendet.

### Gegenwart

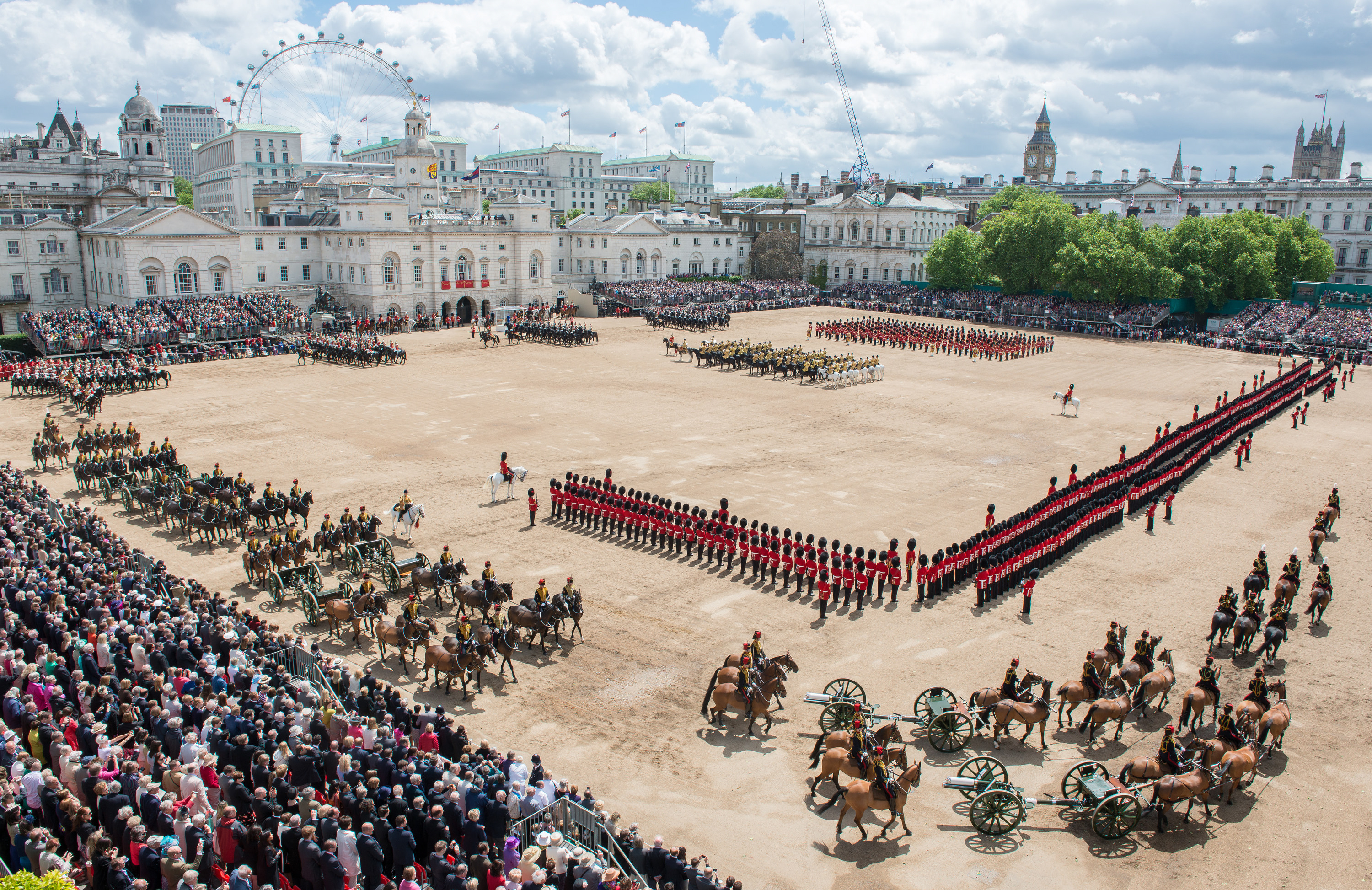
Trooping the Colour: Die britischen Garde-Regimenter bei der Geburtstagsparade der Königin 2013

In vielen Armeen, in denen die Regimenter formal abgeschafft sind, existiert die Bezeichnung für Verbände in Bataillonsstärke weiter, um im Frieden Bataillone gleicher Gattung, die ansonsten gemischten Brigaden unterstellt sind, zusammenzufassen oder in Bataillonsstärke die Bezeichnung aus Traditionsgründen weiter zu führen. Dies betrifft insbesondere die British Army, die US-Armee sowie die französische Armee. In der britischen Armee sind Mitglieder des Königshauses repräsentative Regimentsinhaber, und haben die Aufgabe der Traditionspflege.

#### Deutschland
In der Bundeswehr wurden die Bataillone die taktische Führungsebene und waren direkt in der Operationsführung einer Brigade unterstellt. Regimenter existierten in der Bundeswehr als ein homogener militärischer Verband, der sich aus Bataillonen bzw. Kompanien nur einer Waffengattung zusammensetzte. Dies ist zum Beispiel beim Pionierregiment, dem Instandsetzungsregiment und dem Transportregiment der Logistiktruppe, dem Artillerieregiment und dem Lazarettregiment der Fall. Zeitweilig waren auch Panzerregimenter als Schwerpunktwaffe aufgestellt worden, die den Korps unterstellt waren. Jedoch verfügten diese Regimenter über keine hinreichenden eigenen logistischen Kapazitäten und wurden daher wieder aufgelöst. In der Gliederung Neues Heer für neue Aufgaben waren den Divisionen Regimenter der Führungs- und Kampfunterstützungstruppe als Divisionstruppen unterstellt. Seit dem 1. Juli 2006 bestand das Jägerregiment 1 in der Luftbeweglichen Brigade 1. Im Heer der Zukunft gibt es nach der Auflösung der Truppengattungsbrigaden wieder einzelne Regimenter. Im Rahmen der Neuausrichtung der Bundeswehr wurden die beiden Fallschirmjägerbrigaden in das Fallschirmjägerregiment 31 in Seedorf (bei Zeven) und Fallschirmjägerregiment 26 in Zweibrücken unter einer Brigade umgegliedert. In der heutigen Bundeswehr gliedert sich ein Regiment meist nicht in mehrere Bataillone, sondern in eine Anzahl von Kompanien, die im Vergleich zum Bataillon höher ist. In diesem Sinne handelt es sich faktisch um ein verstärktes Bataillon.

#### Schweiz
Die Schweizer Armee schaffte mit der Reform Armee XXI per Beginn 2004 die Stufe Regiment ab. Neu sind die, wie bei der Bundeswehr, direkt den Brigaden unterstellten Bataillone.

#### Österreich
Das Österreichische Bundesheer stellte bereits mit der Strukturanpassung 1998 von Regimentern auf den Brigaden unterstellte Bataillone um, derzeit führt nur das
Versorgungsregiment 1 in Graz und Gratkorn die Bezeichnung Regiment im Verbandsnamen.

#### USA
Die Regimenter der US-Armee stellen demgegenüber vielmehr eine alternative, gattungsreine Organisation der Bataillone dar, die aber hierarchisch nicht unbedingt einer Division unterstehen. In der Führungsstruktur unterstehen die Bataillone auch hier direkt den Brigaden. Außerhalb der Divisions- bzw. Brigadestruktur bestehen drei aktive Regimenter:
- 2nd Cavalry Regiment
- 3rd Cavalry Regiment
- 11th Armored Cavalry Regiment

## Äquivalente Truppenbezeichnung bei schwimmenden und fliegenden Truppenteilen
Bei den Luftstreitkräften werden fliegende Verbände auf Regimentsebene als Geschwader bezeichnet. Weitere Regimentsäquivalente in der deutschen Luftwaffe sind die Flugabwehrraketengeschwader und die Einsatzführungsbereiche.
In der Marine bezeichnete hingegen ein Geschwader meist einen (Groß-)Kampfverband, vergleichbar der Regimentsebene. Bei nichtschwimmenden Verbänden wie dem inzwischen aufgelösten Küstenraketenregiment 18 der Volksmarine und dem Marinesicherungsregiment der Bundesmarine kommt der Begriff „Regiment“ zur Verwendung.